# Julia Hartwigová
Julia Hartwigová (nepřechýleně Julia Hartwig-Międzyrzecka; 14. srpna 1921, Lublin – 14. července 2017, Pensylvánie) byla polská překladatelka a spisovatelka.

## Život a dílo
Narodila se jako jedno z pěti dětí polskému otci, fotografu Ludwiku Hartwigowi a matce ruského původu Marii Birjukowové, jež se spolu seznámili v Moskvě. Její starší bratr, Walenty Hartwig, byl významným polským endokrinologem. Julia studovala romanistiku a polonistiku. V letech 1947–1950 pobývala díky stipendiu ve Francii, kde studovala francouzskou literaturu.
V roce 2015 jí byl na univerzitě Adama Mickiewicze (polsky Uniwersytet im. Adama Mickiewicza; UAM) udělen titul doktor honoris causa.
Julia Hartigová zemřela v pátek 14. července 2017 ve věku nedožitých 96 let v americké Pensylvánii, o její smrti informovala veřejnost Paula Sawicka.